# Christoffer Holgersson
Christoffer Viktor Sigvard Holgersson, född 26 september 1973 i Berga församling, Östergötland, är en svensk dirigent och körpedagog.
Han växte upp i Stockholm och är son till sångförfattaren Gun-Britt Holgersson och arrangören Lars-Erik Holgersson.
Christoffer Holgersson är utbildad vid Kungliga Musikhögskolan i Stockholm där han sedermera studerade kördirigering och orkesterdirigering. Våren 2001 examinerades han från diplomutbildningen för kördirigenter. Han var lärare på Adolf Fredriks Musikklasser åren 2000–2008 samt ledare för Adolf Fredriks Gosskör vid samma skola 2001–2009.
Mellan åren 2002 och 2009 var han konstnärlig ledare och dirigent för Stockholms Kammarkör. Han är anställd kyrkomusiker i Adolf Fredriks kyrka där han ansvarar för kyrkans kammarkör och Ungdomskör samt barnkörer. 
Christoffer Holgersson är gift med artisten Hannah Holgersson.